# Geolycosa altera
Geolycosa altera là một loài nhện trong họ Lycosidae.
Loài này thuộc chi Geolycosa. Geolycosa altera được Carl Friedrich Roewer miêu tả năm 1955.